# Distretto di Midnapore Ovest
Il distretto di Midnapore Ovest è un distretto del Bengala Occidentale, in India, di 5 193 411 abitanti. Il suo capoluogo è Midnapore.